# Geoglomeris subterranea
Geoglomeris subterranea ist eine Art der zu den Doppelfüßern gehörenden Saftkugler und von West- bis Mitteleuropa verbreitet.

## Merkmale
Die Körperlänge der winzigen Art beträgt nur 1,5–3 mm. Der Körper besteht aus nur aus 11 Körperringen, ist weißlich gefärbt und weist eine glatte Oberfläche auf. Augen sind nicht vorhanden. Die 10 Tergite sind mit Härchen besetzt. In Mitteleuropa ist G. subterranea die einzige Art der Gattung und kann höchstens mit Trachysphaera costata verwechselt werden, die sich aber durch auffällige Erhebungen auf dem Körper unterscheidet. In Frankreich und Italien kommen weitere Arten der Gattung Geoglomeris vor. G. subterranea weist ein Kugelvermögen auf.

## Verbreitung und Lebensraum
Das Verbreitungsgebiet der Art reicht von Westeuropa bis Mitteleuropa. Dabei werden Irland, Großbritannien, Frankreich, Belgien, Luxemburg, die Schweiz, Deutschland, Österreich und Tschechien besiedelt. In Deutschland liegen vereinzelte Funde aus Baden-Württemberg, Hessen, Bayern, Sachsen, Niedersachsen und Nordrhein-Westfalen vor. Neuere Funde gibt es jedoch nur aus Baden-Württemberg, Bayern und aus dem Siebengebirge. Die Art wird nur sehr selten gefunden, gilt aber als ungefährdet.
Die Art lebt ausschließlich in lockeren Kalkböden. Habitate, in denen sie gefunden wurde, sind unter anderem Kalkbuchenwälder, andere schattige und feuchte Laubwälder oder auch untypischerweise eine Ackerfläche.

## Lebensweise
Geoglomeris subterranea lebt euedaphisch (im Bodeninneren). In der ersten Jahreshälfte hält sich die Art zuweilen auch in der Laubstreu auf, während sie sonst ausschließlich im Mineralboden zu finden ist. Sie vermehrt sich hauptsächlich parthenogenetisch, Männchen sind nur aus wenigen Funden bekannt. Die Entwicklungszeit bis zur Geschlechtsreife beträgt mehrere Jahre. Die Weibchen legen nur 4–5 Eier pro Jahr.

## Taxonomie
Synonyme der Art lauten Geoglomeris jurassica Verhoeff, 1915, Glomeridella jurassica (Verhoeff, 1915), Glomeridella subterranea (Verhoeff, 1915) und Styrioglomeris crinita Brölemann, 1913. Die Gattung Geoglomeris gehört innerhalb der Familie Glomeridae zur Unterfamilie Doderiinae.